# Mycalesis mamerta
Mycalesis mamerta är en fjärilsart som beskrevs av Pieter Cramer 1780. Mycalesis mamerta ingår i släktet Mycalesis och familjen praktfjärilar. Inga underarter finns listade i Catalogue of Life.

## Bildgalleri

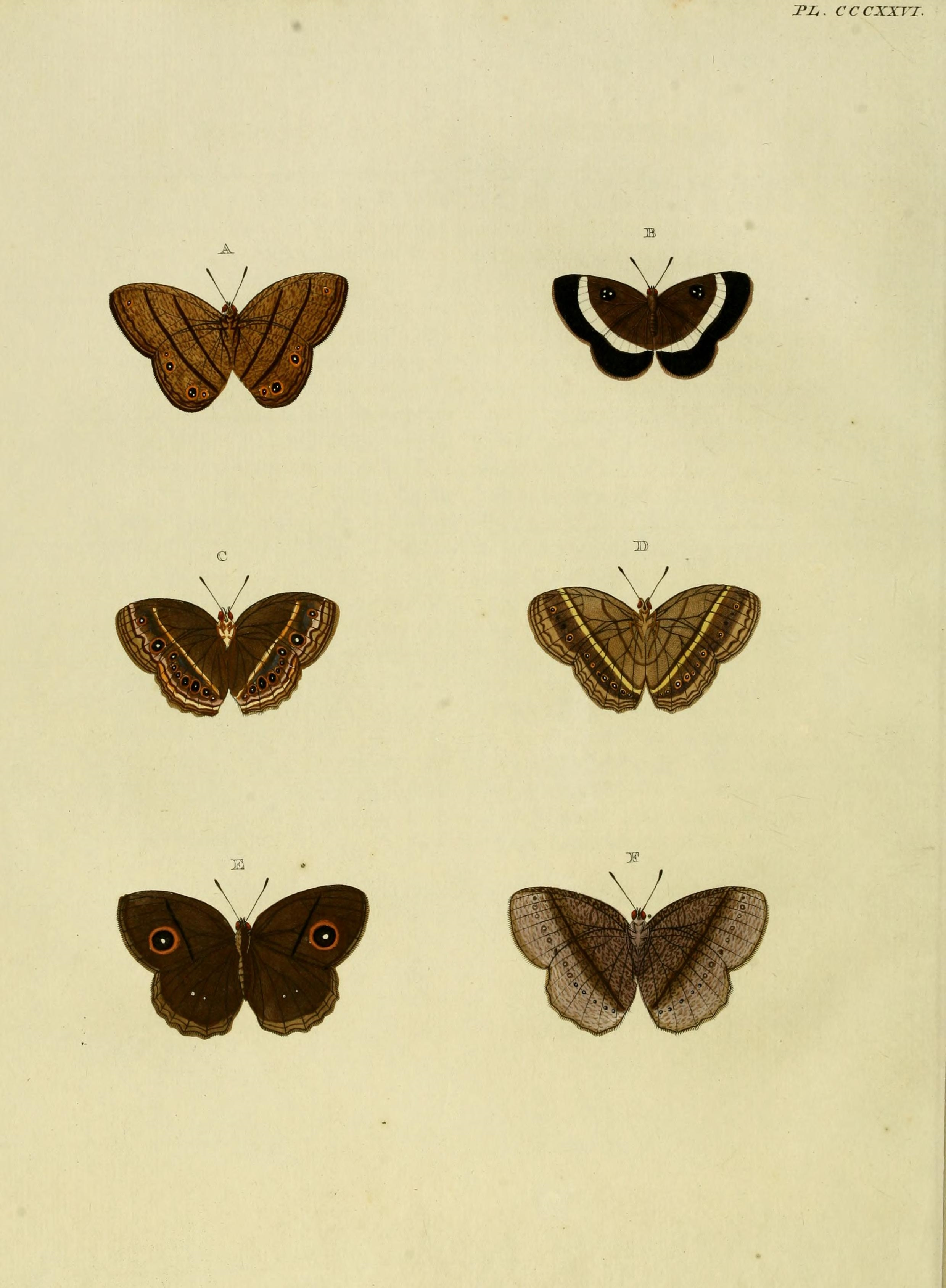